# Kalludevanahalli, Magadi
Kalludevanahalli là một làng thuộc tehsil Magadi, huyện Ramanagara, bang Karnataka, Ấn Độ.